# フロリダ・コンプレックスリーグ
フロリダ・コンプレックスリーグ （Florida Complex League）は、MLB傘下のマイナーリーグの一つ。最下位レベルのルーキークラスに分類される。
2020年まではガルフ・コーストリーグ（Gulf Coast League）という名称であった。

## 概要
MLB球団がスプリングトレーニングを行っているフロリダ州の球場を主な本拠地として、6月中旬から9月中旬までに、1シーズン約60試合を3地区に分かれて行う。
当リーグに加盟するチームは、A級以上のマイナーと異なりメジャー球団が直接保有する。また複数のチームを保有するメジャー球団も存在する。

## 歴史
1964年にフロリダ州サラソータでサラソタ・ルーキーリーグとして4球団で発足。
1965年に6球団が新規加盟しフロリダ・ルーキーリーグに改称。
1966年にガルフ・コーストリーグに改称。
2020年は新型コロナウイルスの感染拡大によりリーグが開催されなかった。
2020年末に行われたマイナーリーグの組織再編に伴い、リーグ名をフロリダ・コンプレックスリーグに改称。
2021年シーズンは6月28日に開幕し、9月18日までレギュラーシーズン60試合（南地区）、56試合（東地区・北地区）が行われる。

## 所属チーム
2021年現在。
| 地区   | チーム                                                                                       | 提携先MLBチーム              | 本拠地                                                                  |
| ------ | -------------------------------------------------------------------------------------------- | ---------------------------- | ----------------------------------------------------------------------- |
| 東地区 | フロリダ・コンプレックスリーグ・アストロズ Florida Complex League Astros                     | ヒューストン・アストロズ     | フロリダ州ウェストパームビーチ ザ・ボールパーク・オブ・パームビーチーズ |
| 東地区 | フロリダ・コンプレックスリーグ・カージナルス Florida Complex League Cardinals                | セントルイス・カージナルス   | フロリダ州ジュピター ロジャー・ディーン・スタジアム                     |
| 東地区 | フロリダ・コンプレックスリーグ・マーリンズ Florida Complex League Marlins                    | マイアミ・マーリンズ         | フロリダ州ジュピター ロジャー・ディーン・スタジアム                     |
| 東地区 | フロリダ・コンプレックスリーグ・メッツ Florida Complex League Mets                           | ニューヨーク・メッツ         | フロリダ州ポートセントルーシー クローバー・パーク                       |
| 東地区 | フロリダ・コンプレックスリーグ・ナショナルズ Florida Complex League Nationals                | ワシントン・ナショナルズ     | フロリダ州ウェストパームビーチ ザ・ボールパーク・オブ・パームビーチーズ |
| 北地区 | フロリダ・コンプレックスリーグ・ブルージェイズ Florida Complex League Blue Jays              | トロント・ブルージェイズ     | フロリダ州ダニーデン ボビー・マティック・トレーニングセンター           |
| 北地区 | フロリダ・コンプレックスリーグ・フィリーズ Florida Complex League Phillies                   | フィラデルフィア・フィリーズ | フロリダ州クリアウォーター カーペンター・コンプレックス                 |
| 北地区 | フロリダ・コンプレックスリーグ・タイガース・イースト Florida Complex League Tigers East      | デトロイト・タイガース       | フロリダ州レイクランド ジョーカー・マーチャント・スタジアム             |
| 北地区 | フロリダ・コンプレックスリーグ・タイガース・ウエスト Florida Complex League Tigers West      | デトロイト・タイガース       | フロリダ州レイクランド ジョーカー・マーチャント・スタジアム             |
| 北地区 | フロリダ・コンプレックスリーグ・ヤンキース Florida Complex League Yankees                    | ニューヨーク・ヤンキース     | フロリダ州タンパ ジョージ・M・スタインブレナー・フィールド              |
| 南地区 | フロリダ・コンプレックスリーグ・ブレーブス Florida Complex League Braves                     | アトランタ・ブレーブス       | フロリダ州ノースポート クールトゥデイ・パーク                           |
| 南地区 | フロリダ・コンプレックスリーグ・オリオールズ・ブラック Florida Complex League Orioles Black  | ボルチモア・オリオールズ     | フロリダ州サラソータ エド・スミス・スタジアム                           |
| 南地区 | フロリダ・コンプレックスリーグ・オリオールズ・オレンジ Florida Complex League Orioles Orange | ボルチモア・オリオールズ     | フロリダ州サラソータ エド・スミス・スタジアム                           |
| 南地区 | フロリダ・コンプレックスリーグ・パイレーツ・ブラック Florida Complex League Pirates Black    | ピッツバーグ・パイレーツ     | フロリダ州ブレイデントン パイレート・シティ・スタジアム                 |
| 南地区 | フロリダ・コンプレックスリーグ・パイレーツ・ゴールド Florida Complex League Pirates Gold     | ピッツバーグ・パイレーツ     | フロリダ州ブレイデントン パイレート・シティ・スタジアム                 |
| 南地区 | フロリダ・コンプレックスリーグ・レイズ Florida Complex League Rays                           | タンパベイ・レイズ           | フロリダ州ポートシャーロット シャーロット・スポーツ・パーク             |
| 南地区 | フロリダ・コンプレックスリーグ・レッドソックス Florida Complex League Red Sox                | ボストン・レッドソックス     | フロリダ州フォートマイヤーズ ジェットブルー・パーク                     |
| 南地区 | フロリダ・コンプレックスリーグ・ツインズ Florida Complex League Twins                        | ミネソタ・ツインズ           | フロリダ州フォートマイヤーズ ハモンド・スタジアム                       |